# Casa Ramona Sallent
Casa Ramona Sallent és una obra del municipi de la Garriga (Vallès Oriental) inclosa en l'Inventari del Patrimoni Arquitectònic de Catalunya.

## Descripció
Edifici civil com a habitatge unifamiliar entre parets mitgeres fent cantonada. Consta de planta baixa, pis i una torrassa amb dos pisos. Assentada damunt un sòcol de carreu, la resta de la façana és d'obra vista. Les llindes són de pedra, dovellades de forma escalonada. La coberta de la torrassa és de faldons. Sota les mènsules del ràfec hi ha una sanefa esgrafiada amb motius geomètrics. Les llindes del finestral de la planta baixa estan suportats als extrems per unes cartel·les treballades en pedra. A la cantonada hi ha una columna d'estilització molt personal, amb capitell dòric. El ferro de les baranes i de la porta està estilitzat geomètricament.